# Narratologia
La narratologia és un corrent de la teoria de la literatura que estudia la narració des d'un punt de vista formal, atenent als seus elements objectius, amb un enfocament proper al formalisme rus i l'estructuralisme francès. Gérard Genette fou un dels seus teòrics principals.
Distingeix tres nivells diegètics o de discurs: intradiegètic (tot allò que transcorre dins la història), extradiegètic i metadiegètic. Amb aquests nivells es pot donar compte de com la ficció, a vegades, inclou elements reals o altres ficcions internes (mise en abyme) i com es posicionen els diferents elements narratius respecte al que s'explica, especialment el narrador.
La diègesi, al seu torn, es divideix en seqüències d'acció, que actuen com els morfemes o elements constitutius d'un mot. Les seqüències pròpies d'una història serien la seqüència de presentació, la de canvi, la de reacció dels personatges i la d'equilibri final. L'espai, els personatges, la trama i el temps s'estructuren al voltant d'aquestes seqüències, que poden ser ampliades o elidides segons criteri de l'autor.